# 宮崎県立みなみのかぜ支援学校
宮崎県立みなみのかぜ支援学校（みやざきけんりつ みなみのかぜしえんがっこう）は宮崎県宮崎市清武町木原にある知的障害児のための特別支援学校である。

## 歴史
- 1957年（昭和32年）4月1日 宮崎市立赤江小学校・中学校分教場　設置
- 1967年（昭和42年）4月1日 宮崎市立赤江小学校・中学校分校　設置
- 1978年（昭和53年）4月1日 県条例第36条施行令により、宮崎市月見ヶ丘1丁目1番地に宮崎県立宮崎南養護学校設置
- 1978年（昭和53年）4月1日 開校式第1回入学式（小学部29名・中学24名）
- 1978年（昭和53年）10月2日 校章、校歌制定
- 1979年（昭和54年）3月20日 第1回卒業式（小学部6名・中学部7名）
- 1979年（昭和54年）4月10日 訪問教育開始（17名）
- 1980年（昭和55年）7月21日 簡易プール設置（73､98㎡）
- 1981年（昭和56年）8月31日 給食準備室竣工（34㎡）9月1日学校給食開始
- 1989年（平成元年）3月28日 校舎移転完了
- 1989年（平成元年）5月2日 新校舎落成移転記念式典
- 1991年（平成3年）5月 清武町立加納小学校との交流教育開始
- 1995年（平成6年）1月28日 文部省・県教育委員会特殊教育教育課程研究指定校研究公開
- 1997年（平成9年）4月1日 文部省交流教育地域推進事業平成9・10年度指定
- 1997年（平成9年）12月7日 20周年記念式典　学習発表会
- 1999年（平成11年）2月5日 平成9・10年度文部省委嘱交流教育地域推進事業実践報告会
- 1999年（平成11年）4月1日 平成11･12年度環境緑化教育推進モデル校
- 2000年（平成12年）3月14日 清武町立加納中学校との交流教育開始
- 2001年（平成13年）3月27日 増設新校舎建築工事竣工
- 2001年（平成13年）11月9日 第40回全国学校体育研究大会研究授業発表
- 2002年（平成14年）4月1日 文部科学省調査研究協力校指定（平成15年度まで）
- 2003年（平成15年）4月1日 スクールバス運行開始
- 2004年（平成16年）2月23日 文部科学省調査研究協力校研究発表
- 2005年（平成17年）3月8日 ブドウ棚設置
- 2007年（平成19年）4月1日 発達障がいに対応した指導力向上事業特別支援教育研究指定
- 2007年（平成19年）11月17日 創立30周年記念式典
- 2008年（平成20年）3月28日 新校歌・校章を制定
- 2008年（平成20年）4月1日 宮崎県立みなみのかぜ支援学校と校名変更
- 2010年（平成22年）4月13日 高等部開設式及び入学式

## 学部
- 小学部
- 中学部
- 高等部

## 所在地
- 宮崎県宮崎市清武町木原4257-6（宮崎学園都市）

## アクセス
- 宮崎交通福祉ゾーン　バス停　下車、徒歩3分